# Mosannona guatemalensis
Mosannona guatemalensis là loài thực vật có hoa thuộc họ Na. Loài này được (Lundell) Chatrou mô tả khoa học đầu tiên năm 1998.